# انضمام كوسوفو إلى الاتحاد الأوروبي

الاتحاد الأوروبي باللون الأخضر بينما كوسوفو باللون البرتقالي

إن انضمام كوسوفو إلى الاتحاد الأوروبي مدرج في جدول الأعمال الحالي لتوسيع الاتحاد الأوروبي في المستقبل. كوسوفو معترف بها من قبل الاتحاد الأوروبي كمرشح محتمل للانضمام.
صدر إعلان استقلال كوسوفو عن صربيا في 17 فبراير 2008 بتصويت أعضاء جمعية كوسوفو. لم تعترف صربيا بالاستقلال، بالإضافة لخمس دول من أصل 27 دولة عضو في الاتحاد الأوروبي، ونتيجة لذلك يشير الاتحاد الأوروبي نفسه فقط إلى «كوسوفو»، مع حاشية سفلية بعلامة النجمة تحتوي على النص المتفق عليه في مفاوضات بلغراد وبريشتينا: «هذا القرار لا يخل بالمواقف المتعلقة بالوضع ويتماشى مع قرار مجلس الأمن رقم 1244 ورأي محكمة العدل الدولية بشأن إعلان استقلال كوسوفو». لم يمنع هذا كوسوفو من الاستمرار في برنامج آلية تتبع الاستقرار (STM) الذي أقره الاتحاد الأوروبي، والذي يهدف إلى دمج سياساتها الوطنية بشكل تدريجي في ما يخص المسائل القانونية والاقتصادية والاجتماعية مع الاتحاد الأوروبي، بحيث تكون كوسوفو في مرحلة ما من المستقبل مؤهلة لعضوية الاتحاد الأوروبي.
لضمان الاستقرار في الإقليم وسيادة القانون، يعمل الاتحاد الأوروبي في كوسوفو تحت مظلة بعثة الأمم المتحدة للإدارة المؤقتة في كوسوفو (UNMIK).
تم توقيع اتفاقية الاستقرار والمشاركة (SAA) بين الاتحاد الأوروبي وكوسوفو في 26 فبراير 2016 ودخلت حيز التنفيذ في 1 أبريل 2016.
في 6 فبراير 2018، نشرت المفوضية الأوروبية خطتها التوسعية،  لتغطي ما يصل إلى ست دول من غرب البلقان: ألبانيا، البوسنة والهرسك، كوسوفو، الجبل الأسود، مقدونيا الشمالية، وصربيا. تذكر الخطة أن جميع المتقدمين الستة يمكنهم تحقيق الانضمام كأعضاء في الاتحاد الأوروبي بعد عام 2025.

## الاعتراف

خريطة الدول الأعضاء في الاتحاد الأوروبي وموقفها من استقلال كوسوفو. مفتاح:
كوسوفو
أعضاء الاتحاد الأوروبي الذين يعترفون بكوسوفو
أعضاء الاتحاد الأوروبي الذين لا يعترفون بكوسوفو

اعتبارًا من مايو 2020، تعترف 22 دولة من أصل 27 دولة في الاتحاد الأوروبي بجمهورية كوسوفو كدولة مستقلة. دول الاتحاد الأوروبي التي لا تعترف باستقلال كوسوفو هي إسبانيا وسلوفاكيا وقبرص ورومانيا واليونان.
اعتمد البرلمان الأوروبي قرارًا في 8 يوليو 2010 يدعو جميع الدول الأعضاء إلى الاعتراف بكوسوفو. في أكتوبر 2010، اقترح مبعوث من البرلمان الأوروبي أن عدم الاعتراف من قبل بعض الدول لن يكون عقبة أمام انضمام كوسوفو إلى نظام منطقة شنغن بدون تأشيرة.
وفقًا لمركز الفكر الصربي للسياسة المعاصرة، من المتوقع أن تضطر جميع الدول الأعضاء في الاتحاد الأوروبي إلى الاعتراف بكوسوفو قبل انضمامها إلى الاتحاد الأوروبي. قال مسؤولون أوروبيون، بما فيهم وزير الخارجية الألماني زيجمار جابرييل، إنهم يتوقعون أن تعترف صربيا بكوسوفو قبل انضمامها إلى الاتحاد الأوروبي.

## حضور الاتحاد الأوروبي
تستند بعثة سيادة القانون التابعة للاتحاد الأوروبي في كوسوفو (إيوليكس) إلى قرار مجلس الأمن التابع للأمم المتحدة رقم 1244، الذي أدخل الحكم الدولي لكوسوفو في عام 1999. ومع ذلك، فإن قوة الاتحاد الأوروبي التي كان من المقرر في السابق أن تغطيها موافقة مجلس الأمن على اقتراح أهتيساري، لم تحصل على تفويض جديد من مجلس الأمن الدولي بسبب معارضة روسيا. منعت روسيا على وجه التحديد نقل مرفق الأمم المتحدة إلى بعثة الاتحاد الأوروبي. تنظر صربيا أيضًا إلى البعثة على أنها اعتراف من الاتحاد الأوروبي باستقلال كوسوفو.
تمت الموافقة على مهمة قوية تتكون من 1800 إلى 1900 فرد من قبل المجلس الأوروبي في 14 ديسمبر 2007. تمت زيادة هذا لاحقًا إلى 2000 فرد بسبب زيادة عدم الاستقرار المتوقع بسبب عدم وجود اتفاق مع صربيا. وتتألف من ضباط الشرطة (بما في ذلك أربع وحدات لمكافحة الشغب)، والمدعين العامين والقضاة - ومن ثم التركيز على القضايا المتعلقة بسيادة القانون، بما في ذلك المعايير الديمقراطية. حجم البعثة يعني أن كوسوفو هي موطن لأكبر عدد من موظفي الخدمة المدنية في الاتحاد الأوروبي خارج بروكسل. رئيس البعثة هو الجنرال الفرنسي Xavier Bout de Marnhac، الذي حل محل Yves de Kermabon في 15 أكتوبر 2010. إنه مسؤول أمام الدول الأعضاء في الاتحاد الأوروبي.
كما يعين الاتحاد الأوروبي الممثل المدني الدولي لكوسوفو (أيضًا الممثل الخاص للاتحاد الأوروبي). دفع مستوى نفوذ الاتحاد الأوروبي في كوسوفو البعض إلى وصفها بأنها محمية تابعة للاتحاد الأوروبي.
في 25 آب / أغسطس 2009، تعرضت بعثة بعثة الاتحاد الأوروبي المعنية بسيادة القانون في كوسوفو إلى احتجاجات عنيفة، مما أدى إلى إتلاف 28 مركبة تابعة للاتحاد الأوروبي، وأصيب ثلاثة من ضباط شرطة كوسوفو بجروح في الاشتباكات التي أسفرت عن اعتقال 21 شخصًا من قبل شرطة كوسوفو. تم تنظيم الهجوم من قبل مجموعة تسمى «Vetëvendosje!» («تقرير المصير») ردًا على التعاون الشرطي لبعثة الاتحاد الأوروبي مع صربيا وأعمالها في كوسوفو. هناك استياء من مهمة الاتحاد الأوروبي لممارسة سلطاتها على كوسوفو أثناء التوسط بين الدولة وصربيا. إن السياسات التي تركز على إدارة الأزمات، بدلاً من حلها، فضلاً عن السعي وراء الحكم الذاتي العرقي وتفويضها الواسع بشكل مفرط على حكم كوسوفو هو سبب الاستياء من مهمة الاتحاد الأوروبي.

## آلية تتبع الاستقرار
آلية تتبع الاستقرار (STM) التي أُنشئت لكوسوفو في 6 تشرين الثاني / نوفمبر 2002، وهي عملية شراكة صُممت خصيصًا لتعزيز حوار السياسي بين الاتحاد الأوروبي وسلطات كوسوفو بشأن مسائل التقريب في الاتحاد الأوروبي، حيث أنها لم تكن قادرة على البدء في الاستقرار والارتباط العملية بسبب حالتها المتنازع عليها. بالإضافة إلى ذلك، في مارس 2007، تم إنشاء هيكل جديد للاجتماعات القطاعية تحت مظلة STM في مجالات: الحكم الرشيد والاقتصاد والسوق الداخلي والابتكار والبنية التحتية.

## الترشح المحتمل
ينقسم الاتحاد الأوروبي بشأن سياسته تجاه كوسوفو، حيث لا تعترف 5 من 27 دولة عضو في الاتحاد الأوروبي (قبرص واليونان ورومانيا وسلوفاكيا وإسبانيا) بسيادتها. تعتبر كوسوفو رسميًا مرشحًا محتملاً لعضوية الاتحاد الأوروبي، وقد منحها مجلس الاتحاد الأوروبي «منظورًا أوروبيًا» واضحًا. كما أكدت قمة سالونيك في يونيو 2003، إن كوسوفو راسخة بقوة في إطار عملية الاستقرار والمشاركة (SAP)، وهي سياسة الاتحاد الأوروبي التي تنطبق على غرب البلقان والتي تهدف إلى إعداد المرشحين المحتملين للعضوية.
في 20 أبريل 2005، تبنت المفوضية الأوروبية الرسالة الخاصة بكوسوفو إلى المجلس «مستقبل أوروبي لكوسوفو» والتي عززت التزام المفوضية تجاه كوسوفو. في 20 يناير 2006، تبنى المجلس الشراكة الأوروبية لصربيا والجبل الأسود بما في ذلك كوسوفو على النحو المحدد في قرار مجلس الأمن الدولي رقم 1244. الشراكة الأوروبية هي وسيلة لتجسيد المنظور الأوروبي لدول غرب البلقان في إطار SAP. اعتمدت المؤسسات المؤقتة للحكم الذاتي (PISG) خطة عمل لتنفيذ الشراكة الأوروبية في أغسطس 2006، وشكلت هذه وثيقة أساس العمل الحالي بين الاتحاد الأوروبي والمؤسسات المؤقتة للحكم الذاتي. وقدمت مؤسسات الحكم الذاتي المؤقتة تقارير منتظمة عن تنفيذ خطة العمل هذه.
في تشرين الأول / أكتوبر 2009، لاحظت المفوضية الأوروبية في تقريرها السنوي عن التقدم المحرز في المرشحين والمرشحين المحتملين للانضمام إلى الاتحاد الأوروبي أن كوسوفو تواجه تحديات كبيرة بما في ذلك ضمان سيادة القانون ومكافحة الفساد والجريمة المنظمة وتعزيز القدرات الإدارية، وحماية الصرب والأقليات الأخرى.
لن تبدأ المفاوضات لعضوية الاتحاد الأوروبي إلا بعد أن تقدم كوسوفو طلبًا وتُقدم كمرشح رسمي للعضوية. اقترح وزير خارجية كوسوفو، أنور خوجا، أن الاتحاد الأوروبي يجب أن يتوسع ليشمل صربيا وكوسوفو في وقت واحد بسبب مخاوف من أنه إذا تم قبول صربيا أولاً، فيمكنها نقض عضوية كوسوفو.
في مايو 2014، قال خوجة إن هدف كوسوفو هو عضوية الاتحاد الأوروبي في غضون عقد من الزمن. في مايو 2018، استضافت بلغاريا - التي تتولى الرئاسة الدورية لمجلس الاتحاد الأوروبي - قمة حول غرب البلقان، والتي تهدف إلى تسهيل انضمام الدول الست، بما في ذلك تعزيز التعاون الأمني الإقليمي والتواصل الإقليمي. يشار إلى أن القمة أشارت إلى «شركاء» بدلاً من الدول: وهذا يعكس قضية أن كوسوفو معترف بها جزئياً فقط كدولة. المفوضية الأوروبية حساسة تجاه القضية التي تم تناولها في خطاب ألقاه الممثل السامي للاتحاد الأوروبي / نائب الرئيس فيديريكا موغيريني في الجلسة العامة للبرلمان الأوروبي بشأن إستراتيجية غرب البلقان: «منظور مشترك لا لبس فيه وملموس لتكامل الاتحاد الأوروبي لكل وكل واحد من الشركاء الستة. كل على سرعته، بخصوصياته وظروفه المختلفة، لكن الاتجاه واضح وواحد».

## اتفاقية الاستقرار والمشاركة
قبل التقدم بطلب للحصول على العضوية الكاملة في الاتحاد الأوروبي، سعت كوسوفو إلى توقيع اتفاقية الاستقرار والمشاركة (SAA) مع الاتحاد الأوروبي، والتي وفقًا للبرلمان الأوروبي «تحدد حقوق والتزامات كلا الطرفين حتى عضوية الاتحاد الأوروبي». تم إطلاق دراسة جدوى حول احتمالات وجود SAA مع كوسوفو من قبل المفوضية الأوروبية في مارس 2012. في 10 أكتوبر 2012 تم نشر النتائج. ووجدت أنه لا توجد عقبات قانونية أمام ذلك، حيث أن السيادة الكاملة ليست مطلوبة لمثل هذا الاتفاق، وأوصت ببدء المفاوضات بمجرد إحراز كوسوفو مزيدًا من التقدم في المجالات الأربعة: سيادة القانون، والإدارة العامة، وحماية الأقليات والتجارة.

### 2013 اتفاقية بروكسل
في 19 أبريل 2013، أكملت حكومتا كوسوفو وصربيا اتفاقًا. تم الترحيب به كخطوة رئيسية نحو تطبيع العلاقات، وسيسمح لكل من صربيا وكوسوفو بالتقدم في التكامل الأوروبي. يُذكر أن الاتفاقية تلزم كلا الدولتين بعدم «منع أو تشجيع الآخرين على عرقلة تقدم الطرف الآخر في مسارات الاتحاد الأوروبي المعنية». على الرغم من أن ذلك لا يصل إلى مستوى اعتراف بلغراد باستقلال كوسوفو، عن الممثلة السامية للاتحاد الأوروبي للشؤون الخارجية والسياسة الأمنية كاثرين أشتون قولها: «ما نراه هو خطوة بعيدًا عن الماضي، وبالنسبة لكل من خطوة أقرب إلى أوروبا»، في حين صرح ثاتشي أن«هذه الاتفاقية ستساعدنا على مداواة جراح الماضي إذا كانت لدينا الحكمة والمعرفة لتطبيقها عمليًا». وصدق مجلس كوسوفو على الاتفاقية في 28 يونيو 2013.

## اعتماد اليورو من جانب واحد
قبل إعلان كوسوفو استقلالها في عام 2008، خضع اقتصاد كوسوفو لاستبدال العملة، حيث كان المارك الألماني هو العملة الأكثر استخدامًا. نتيجة لذلك، مثل ألمانيا، تحولت كوسوفو (التي كانت حينها تفويض من الأمم المتحدة) إلى اليورو في 1 يناير 2002. تم التغيير إلى اليورو بالتعاون مع البنك المركزي الأوروبي والعديد من البنوك الوطنية في منطقة اليورو. كوسوفو لا تسك أي عملات معدنية خاصة بها.

## تحرير التأشيرات
كوسوفو هي المرشح المحتمل الوحيد للعضوية في البلقان الذي لا يتمتع بإمكانية الدخول بدون تأشيرة لمنطقة شنغن. أطلق الاتحاد الأوروبي وكوسوفو حوارًا حول تحرير التأشيرات في 19 يناير 2012. في 14 يونيو 2012، تلقت كوسوفو خارطة طريق لتحرير التأشيرات مع الاتحاد الأوروبي، توضح بالتفصيل الإصلاحات الضرورية. اقترحت المفوضية الأوروبية رسميًا منح كوسوفو السفر بدون تأشيرة في مايو 2016. نص الاتحاد الأوروبي على أن الدخول بدون تأشيرة لمواطني كوسوفو إلى منطقة شنغن مشروط بموافقة كوسوفو على اتفاقية ترسيم الحدود مع الجبل الأسود. تمت الموافقة على اتفاقية الحدود من قبل برلمان كوسوفو في مارس 2018. خلص تقرير للجنة من يوليو 2018 إلى أن كوسوفو قد استوفت جميع الشروط المطلوبة منها للوصول إلى منطقة شنغن بدون تأشيرة.